# Aeroportul Zrenjanin
Aeroportul Zrenjanin (IATA: ZRE, ICAO: LYZR) este un aeroport din Becicherecu Mare, Grad Zrenjanin⁠(d), Banatul Central, Voivodina, Serbia. A fost deschis în 1941.
Situat la o altitudine de 75 m, aeroportul dispune de o singură pistă. Este operat de Guvernul Serbiei.